# Gina Relly

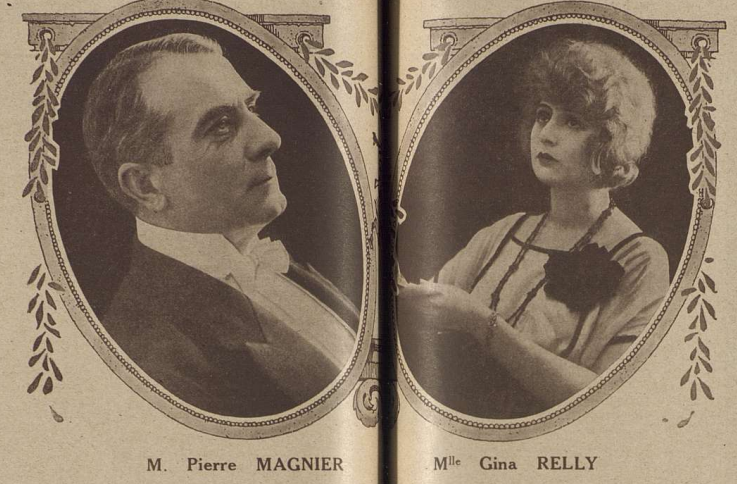
Avec Pierre Magnier, dans La Dette (1920)

Gina Relly (née Anne-Marie Geneviève Boyer le 23 décembre 1891 à Thenon en Dordogne et morte le 4 octobre 1985 à Colombes dans les Hauts-de-Seine) est une actrice et chanteuse française.

## Biographie
Actrice et chanteuse, Gina Relly apparaît au cinéma exclusivement durant la période du muet, dans dix-sept films (principalement français) sortis entre 1912 et 1926, dont Perdue de Georges Monca (1919, avec René Alexandre), La Dette de Gaston Roudès (1920, avec Pierre Magnier), Les Deux Gosses de Louis Mercanton (1924, avec Yvette Guilbert) et Le Berceau de Dieu de Fred Leroy-Granville (1926, avec Léon Mathot et Annette Benson).
Au théâtre (musical) jusqu'au début des années 1930, elle contribue notamment à l'opéra-comique Les Cloches de Corneville de Robert Planquette (1932).
Gina Relly meurt à 93 ans, en 1985.

## Filmographie complète
(films français, sauf mention contraire)
- 1912 : La Dette de Charles Burguet (court métrage)
- 1918 : Le Document secret de René Navarre
- 1919 : Perdue de Georges Monca : Louise Jalin
- 1919 : La Chimère de Lucien Lehmann
- 1920 : Nine ou la Jeune Fille au masque de Robert Péguy (court métrage) : Rachel Aymon
- 1920 : The Face at Your Window de Richard Stanton (film américain) : Ruth Kravo
- 1920 : Les Femmes collantes de Georges Monca et Charles Prince : Marguerite
- 1920 : La Dette de Gaston Roudès : Jane de Rosan
- 1922 : Le Sang des Finoël de Georges Monca et Rose Pansini : Aimée Chenut
- 1922 : L'Empereur des pauvres de René Leprince : Silvette
- 1922 : Péché d'hier (Sünden von Gestern) de Robeert Wüllner (film allemand)
- 1922 : Boris Godounov (Der falsche Dimitri) de Hans Steinhoff (film allemand) : Nastja
- 1924 : La Course à l'amour de Paul Barlatier et Charles Keppens : Mary-Jenny Gleane
- 1924 : Les Deux Gosses de Louis Mercanton : Carmen de Saint-Hyriex
- 1924 : Le Calvaire d'un saltimbanque (ou Mes p'tits) de Paul Barlatier et Charles Keppens
- 1926 : Le Berceau de Dieu de Fred Leroy-Granville : Bethsabé
- 1926 : Eh bien ! dansez maintenant d'Émilien Champetier : l'étudiante

## Théâtre musical (sélection)
(à Paris)
- 1926-1927 : Une revue (1830-1930), musique de Reynaldo Hahn, livret de Maurice Donnay et Henri Duvernois (Théâtre de la Porte-Saint-Martin) : La dame à l'affiche / Adèle (1830) / Une dame (1836) / Une dame (1867) / Un rôle de dinde (1867) / Une cantinière (1867) / Jeanne (1930) / Graziella (1930)
- 1931 : Le Scarabée bleu, opérette, musique de Jean Nouguès, livret d'André Barde (Gaîté-Lyrique) : Joséphine
- 1932 : Les Cloches de Corneville, opéra-comique, musique de Robert Planquette, livret de Clairville et Charles Gabet (Gaîté-Lyrique) : Manette
- 1934-1935 : Mandrin, opérette, musique de Joseph Szule, livret d'André Rivoire et Romain Coolus (Théâtre Mogador) : Bathilde